# Couze (affluent de la Dordogne)
Pour les articles homonymes, voir Couze.
La Couze (en occitan Cosa) est un ruisseau français du département de la Dordogne, affluent rive gauche de la Dordogne.
Il ne faut pas la confondre avec deux autres ruisseaux homonymes, la Couze, affluent de la Vézère, qui borde partiellement le département de la Dordogne et la Couze, affluent de la Corrèze, entièrement située dans le département de la Corrèze.

## Géographie
Elle prend sa source à plus de 200 m d’altitude, un kilomètre au nord-nord-ouest du village de Fongalop, sur la commune de Belvès.
Elle arrose Saint-Pardoux-et-Vielvic, Bouillac, Saint-Avit-Rivière, Montferrand-du-Périgord, Sainte-Croix, Saint-Avit-Senieur, Beaumont-du-Périgord puis Bayac et rejoint la Dordogne en rive gauche, à Couze-et-Saint-Front.
Sa longueur est de 30,1 km.

## Hydrologie
Les débits de la Couze sont mesurés à la station du pont de Bayac, au droit de la station la surface du bassin versant est de 199 km2 sur une totalité de 209 km2. Le module (débit moyen annuel) théorique de la Couze est de 1,4 m3/s.
La Couze est un cours d'eau sensible aux étiages, son VCN10 peut descendre jusqu'à 0,13 m3/s.

## Principaux affluents
- Le Ségurel
- La Vouloudre
- Le Fonfourcade
- Le Lugassou
- Le Roumaguet

## Monuments ou sites remarquables à proximité
- L’église Saint-Avit de Saint-Avit-Rivière et son clocher-mur à arcades
- Le Château de Montferrand (Montferrand-du-Périgord)
- L’ancienne église Saint-Christophe de Montferrand-du-Périgord
- Le château de Bannes à Beaumont-du-Périgord(fermé au public)
- L’écomusée du papier à Couze-et-Saint-Front
- L'église de Sainte Croix de Beaumont

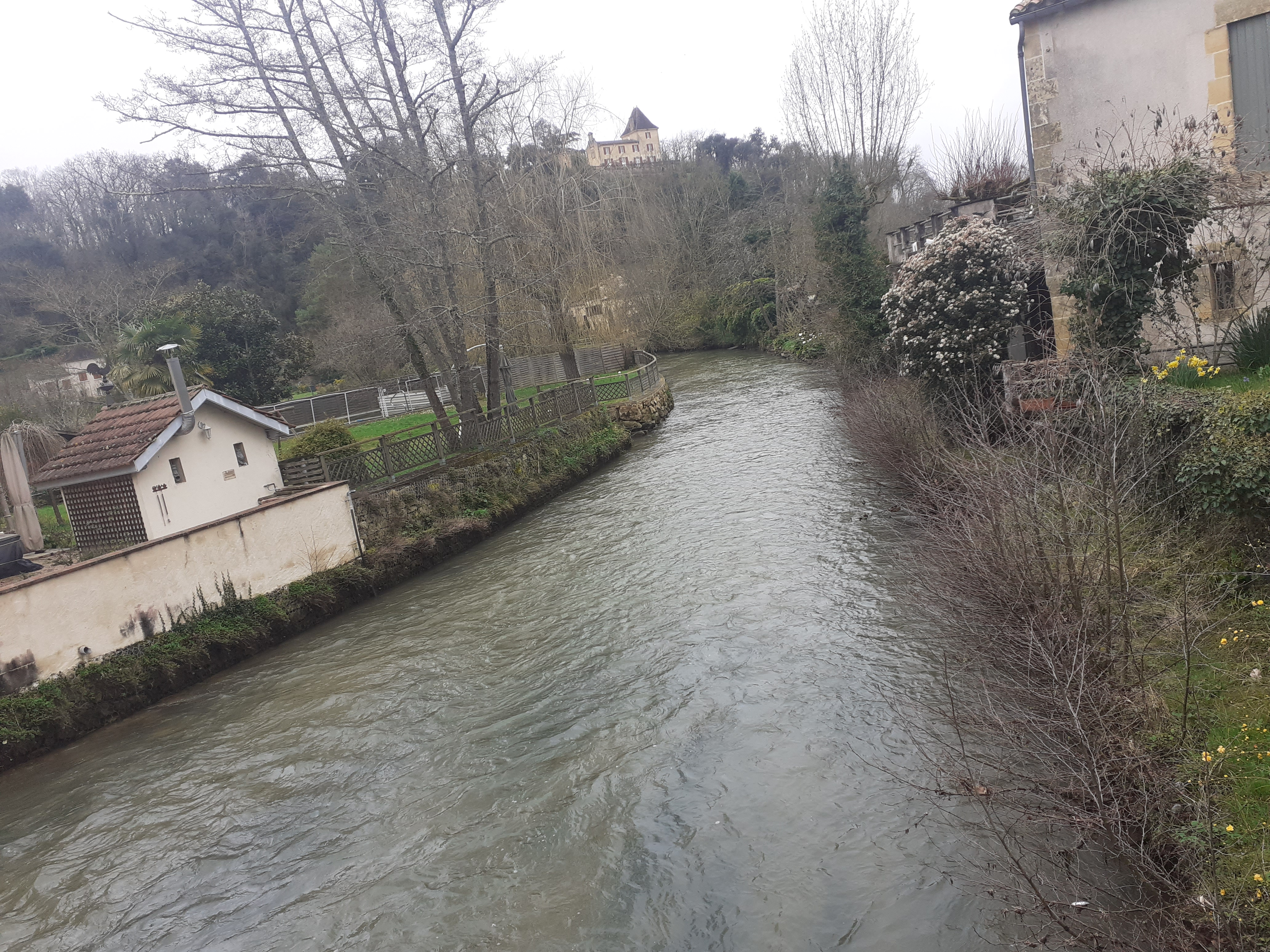
La Couze en hiver